# Malcolm X (film)
Malcolm X is een Amerikaanse film uit 1992 geregisseerd door Spike Lee. De hoofdrollen worden vertolkt door Denzel Washington en Angela Bassett.

## Verhaal
De film is gebaseerd op de biografie van de bekende Afro-Amerikaanse leider Malcolm X (geboren als Malcolm Little). Zijn vader werd vermoord door de Ku Klux KLan. Hij wordt een crimineel en komt in de gevangenis terecht. Daar ontdekt hij de leerstellingen van Elijah Muhammad en maakt hij kennis met de Nation of Islam. Hij wordt vrijgelaten en bekeert zich tot de islam. In Nation of Islam wordt hij als de rechterhand van Elijah Muhammed gezien en een nationalist speech gever. Na de bedevaart in Mekka bekeert hij zich tot Sunni en wordt hij vermoord door drie mannen die lid waren van de Nation of Islam.

## Rolverdeling
| Acteur            | Personage          |
| ----------------- | ------------------ |
| Denzel Washington | Malcolm X          |
| Angela Bassett    | Betty Shabazz      |
| Albert Hall       | Baines             |
| Al Freeman Jr.    | Elijah Muhammad    |
| Delroy Lindo      | West Indian Archie |
| Spike Lee         | Shorty             |
| Theresa Randle    | Laura              |
| Kate Vernon       | Sophia             |
| Lonette McKee     | Louise Little      |
| Tommy Hollis      | Earl Little        |
| Debi Mazar        | Peg                |
| Elise Neal        | Prosituee          |

## Prijzen en nominaties
- 1993 - Oscar
  - Genomineerd: Beste acteur (Denzel Washington)
  - Genomineerd: Beste kostuum (Ruth E. Carter)
- 1993 - Filmfestival van Berlijn
  - Genomineerd: Gouden Beer voor beste regisseur (Spike Lee)
  - Gewonnen: Zilveren Beer voor beste acteur (Denzel Washington)
- 1993 - Golden Globe
  - Genomineerd: Beste acteur (Denzel Washington)
- 1993 - Image Awards
  - Gewonnen: Beste acteur (Denzel Washington)
  - Gewonnen: Beste film
  - Gewonnen: Beste mannelijke bijrol (Al Freeman Jr.)
  - Gewonnen: Beste vrouwelijke bijrol (Angela Bassett)
- 1993 - MTV Movie Award
  - Genomineerd: Beste film
  - Gewonnen: Beste acteur (Denzel Washington)